# Carlo Castelletti
Carlo Castelletti (fl. XX secolo) è stato un calciatore italiano, di ruolo mediano.

## Carriera
Cresciuto nel Como, gioca tre stagioni da centromediano dal 1922 al 1925.